# 同盟通信社

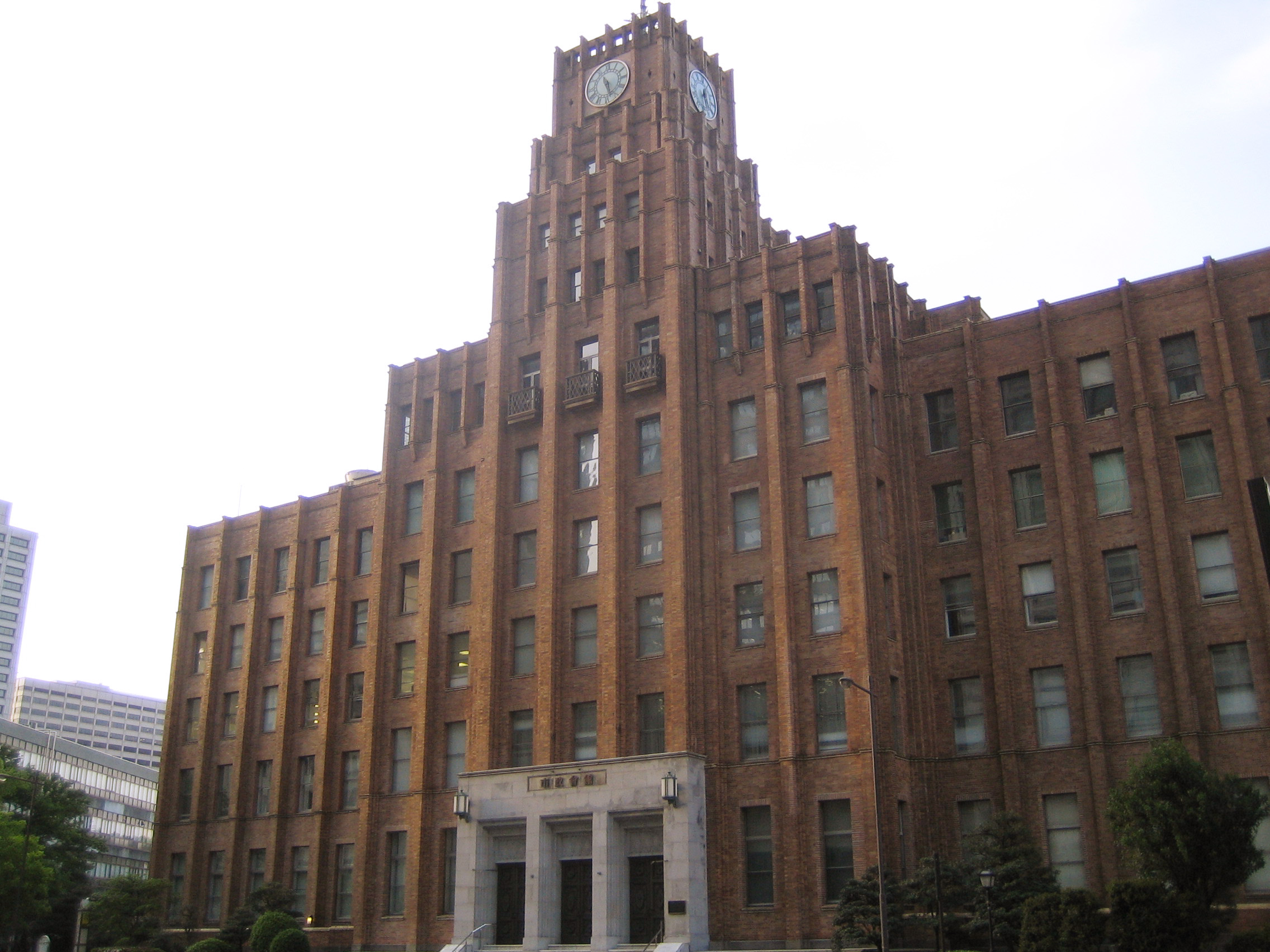
市政會館（東京都千代田区）：同盟通信社總部所在地

社團法人同盟通信社是日本一家已解散的通訊社，1936年成立、1945年解散。其存在期間，具有日本國家通訊社的地位。

## 历史
同盟通信社誕生於1936年1月，由日本新聞聯合社和日本電報通訊社（即今電通前身）兩家通訊社合併誕生。日本新聞聯合社是朝日新聞社、每日新聞社、報知新聞社等8家報社出資設立的非營利新聞組合，日本電報通訊社則是營利企業。日本新聞聯合社在當時是獲得外務省支持的通訊社，日本電報通訊社則是具有陸軍背景的通訊社；兩社對九一八事變的報道不一致，促使外務省和陸軍最後同意設立一個一元化的國家通訊社。外務省情報部長天羽英二主導將日本電報通信社通信部與日本新聞聯合社合併為同盟通信社，合併的構想遭到日本電報通訊社社長光永星郎反對，但獲日本新聞聯合社常務理事岩永裕吉與日本新聞聯合社總支配長古野伊之助贊成。岩永裕吉與古野伊之助的遺願是希望建立一個「National News Agency」——代表國家的通訊社。合併的構想也遭新聞界反對，東武、小山松寿、菊竹六鼓等新聞界名人均反對合併。
同盟通信社成立時，同盟通信社發起人田中都吉在致詞時說，同盟通信社是「全國各加盟報社的自治性共同機構」（参加した全国の新聞社の自治的共同機構），以「軍國日本的宣傳機關」（軍国日本の宣伝機関）為目標。
同盟通信社極力使用無線通訊發送新聞而不使用海底電纜，對外業務受到外務省與日軍的保護。同盟通信社設立之初，與路透社、美聯社（AP）和合眾通訊社（UP，今合眾國際社）有合作協議；在太平洋戰爭爆發後，同盟通信社終止了與盟國通訊社的合作關係，成為代表日本政府發聲的傳媒機構。在第二次世界大戰期間，同盟通信社迅速發展為代表大東亞共榮圈的通訊社，是當時世界上最有影響力的通訊社之一。在古野伊之助社長任內，同盟通信社發展成為涵蓋遠東地區除了中國內地及英屬香港以外的大規模情報機構。
1945年8月15日，日本投降。1945年9月14日，盟軍最高司令官總司令部（GHQ）遮斷同盟通信社向海外的外語廣播，命令同盟通信社停止業務，同時開始事前審查新聞內容。1945年9月24日，GHQ發布「SCAPIN-51」，命令「政府退出報界」（新聞界の政府からの分離）。1945年10月31日，同盟通信社社員大會決議解散同盟通信社，於隔日生效，其一般報導部門等改組為共同通信社，經濟報導部門等則改組為時事通信社。